# Келін Олексій Степанович
Олексі́й Степа́нович Ке́лін (Келен) (†1715) — російський генерал-майор.
Комендант залоги в Полтаві в період Великої Північної війни.
Вступив на російську службу у 1675 р. У 1684 р. розпочав службу прапорщиком, дослужився до полковника в 1700 р.
з 1702 — полковник Тверського піхотного полку; з 1709 — генерал-майор.
З 1708 — командир Тверського піхотного полку.
В грудні 1708 призначений російським імператором Петром I комендантом Полтави. У той час у місті перебував російський гарнізон — 4 300 чол., який очолив Келін. Очолив корпус 19 січня 1709, взявши на себе спротив українським та шведським військам на півдні Гетьманщини.
Очолювана ним залога, що складалася з 7 піхотних батальйонів при 28 гарматах, протягом квітня-червня 1709 р. відбивала штурми й робила вилазки проти шведських військ. Малозначима зі стратегічної точки зору оборона Полтави відіграла, втім, значну роль у виснажені сил шведів та сковуванні їхньої оперативної ініціативи. За успішний захист фортеці Келін отримав чин генерал-майора.
Подальша кар'єра Келіна розвивалась на південних фронтах. У 1711 р., під час інтервенції російських військ до Молдови та Туреччини, Петро I призначив Келіна комендантом м. Азов.

У м. Полтава на честь О. Келіна у 1909 році встановлено пам'ятник, який зберігся до цього дня.

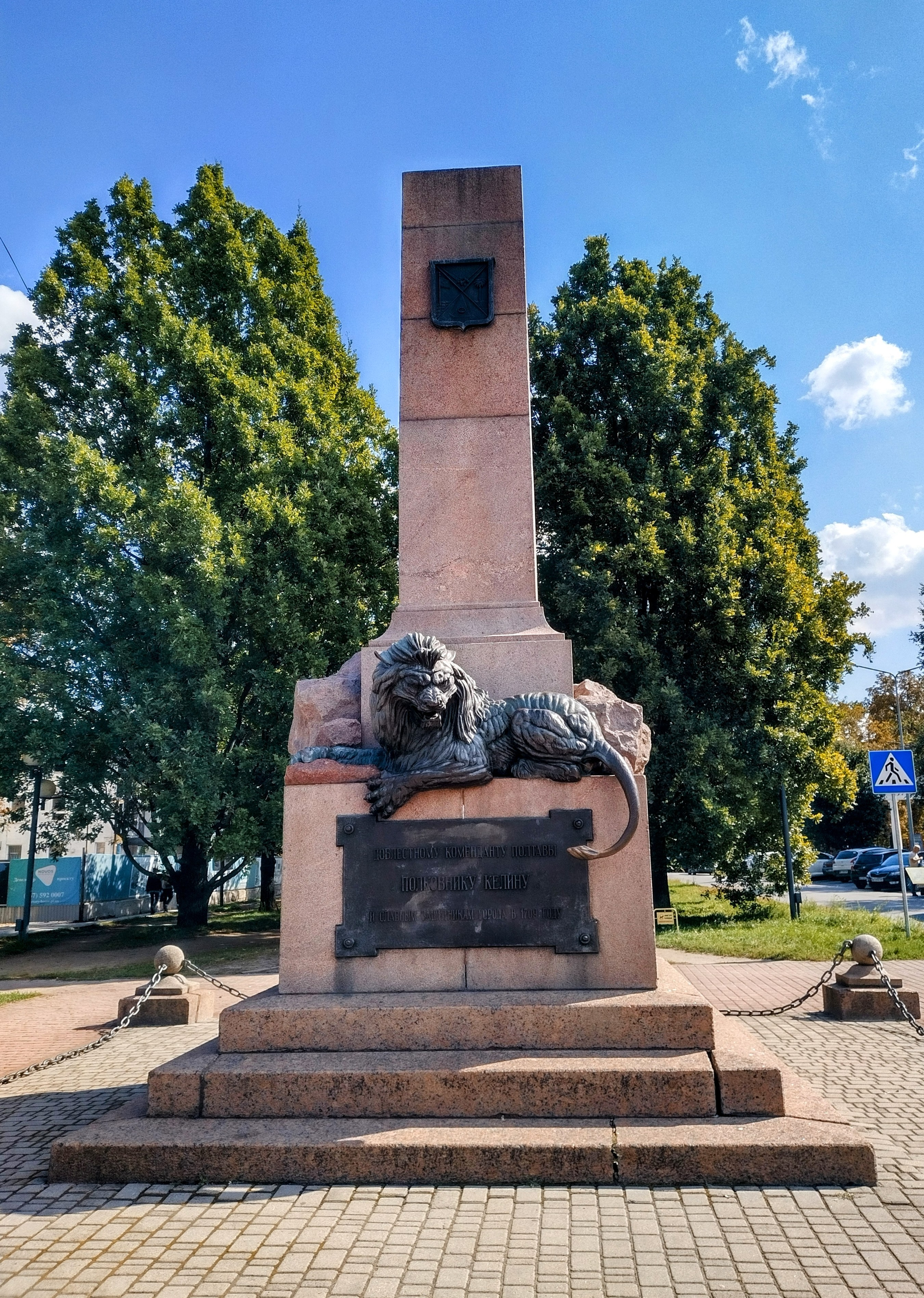
Пам'ятник коменданту Полтавської фортеці О. Келіну